# WTA Elite Trophy 2019
Het eindejaarstoernooi WTA Elite Trophy (ook wel genoemd: het B-kampioenschap van het vrouwentennis) van 2019 vond plaats van dinsdag 22 tot en met zondag 27 oktober 2019 in de Chinese stadsprefectuur Zhuhai. Het was de vijfde editie van het toernooi. Er werd gespeeld op hardcourt-binnenbanen in het Hengqin International Tennis Center.
De Amerikaanse Sofia Kenin nam aan zowel het enkel- als het dubbelspeltoernooi deel. In geen van beide disciplines ontsteeg zij de groepsfase.

## Enkelspel
Titelhoudster Ashleigh Barty was intussen gepromoveerd naar het niveau van het A-kampioenschap – zij nam deel aan de WTA Finals 2019.
De Belgische Elise Mertens was als zesde geplaatst. In de groepsfase werd zij verslagen door haar dubbelspelmaatje Aryna Sabalenka.
De Nederlandse Kiki Bertens was het eerste reekshoofd. Zij bereikte de finale – daar verloor zij van de als vierde geplaatste Wit-Russin Aryna Sabalenka in twee sets. Sabalenka wist voor het eerst in haar loopbaan de WTA Elite Trophy op haar naam te schrijven. Het was haar zesde WTA-titel, de derde van 2019. Zij won US$ 721.000 prijzengeld op dit toernooi.
De twaalf deelneemsters vertegenwoordigden negen verschillende landen: België, China, Griekenland, Kroatië (2x), Nederland, Oekraïne, Tsjechië, Verenigde Staten (3x) en Wit-Rusland.

### Deelnemende speelsters
- Rang per 21 oktober 2019.

| Nr. | Speelster         | Rang | Groep | Resultaat    | Verloor van         |
| --- | ----------------- | ---- | ----- | ------------ | ------------------- |
| 1.  | Kiki Bertens      | 10   | A     | finale       | Aryna Sabalenka     |
| 2.  | Sofia Kenin       | 12   | B     | groepsfase   | Muchová             |
| 3.  | Madison Keys      | 13   | C     | groepsfase   | Zheng               |
| 4.  | Aryna Sabalenka   | 14   | D     | winnares     | winnares            |
| 5.  | Petra Martić      | 15   | C     | groepsfase   | Keys                |
| 6.  | Elise Mertens     | 18   | D     | groepsfase   | Sabalenka           |
| 7.  | Alison Riske      | 19   | B     | groepsfase   | Kenin, Muchová      |
| 8.  | Donna Vekić       | 20   | A     | groepsfase   | Bertens, Jastremska |
| 9.  | Maria Sakkari     | 22   | D     | groepsfase   | Sabalenka, Mertens  |
| 10. | Dajana Jastremska | 24   | A     | groepsfase   | Bertens             |
| 11. | Karolína Muchová  | 26   | B     | halve finale | Aryna Sabalenka     |
| 12. | Zheng Saisai      | 40*  | C     | halve finale | Kiki Bertens        |

Op de reservebank zaten Anastasija Sevastova (WTA-27) en Anastasija
Pavljoetsjenkova (WTA-30). Zij hoefden niet in actie te komen.

### Prijzengeld en WTA-punten
| Resultaat                | Prijzengeld    | WTA-punten |
| ------------------------ | -------------- | ---------- |
| winnares                 | R1 + $ 515.000 | R1 + 460   |
| finale                   | R1 + $ 155.000 | R1 + 200   |
| halve finale             | R1 + $ 15.000  | R1         |
| winst 2e groepswedstrijd | + $ 40.000     | +80        |
| winst 1e groepswedstrijd | + $ 50.000     | +80        |
| groepsfase (1e plaats)   | $ 116.000      | 80         |
| groepsfase (2e plaats)   | $ 78.500       | 80         |
| groepsfase (3e plaats)   | $ 46.500       | 80         |

- R1 = de opbrengst van de eerste ronde (groeps-
wedstrijden).
- Haar foutloos parcours leverde de winnares
$ 721.000 en 700 punten op.

### Halve finale en finale
|  | halve finale | halve finale    | halve finale    | halve finale | halve finale |                  |   | finale       | finale | finale | finale | finale |
|  |              |                 |                 |              |              |                  |   |              |        |        |        |        |
|  | 1            | Kiki Bertens    | 2               | 6            | 6            |                  |   |              |        |        |        |        |
|  | 12/WC        | Zheng Saisai    | 6               | 3            | 4            |                  |   |              |        |        |        |        |
|  | 12/WC        | Zheng Saisai    | 6               | 3            | 4            |                  | 1 | Kiki Bertens | 4      | 2      |        |        |
|  |              |                 |                 |              |              |                  | 1 | Kiki Bertens | 4      | 2      |        |        |
|  |              | 4               | Aryna Sabalenka | 6            | 6            |                  |   |              |        |        |        |        |
|  | 11           | 4               | Aryna Sabalenka | 6            | 6            | Karolína Muchová | 5 | 64           |        |        |        |        |
|  | 11           |                 |                 |              |              | Karolína Muchová | 5 | 64           |        |        |        |        |
|  | 4            | Aryna Sabalenka | 7               | 7            |              |                  |   |              |        |        |        |        |

### Groepswedstrijden
Een redelijk gelijkwaardige opbouw van de vier groepen werd bereikt door de regels van plaatsing en loting:
- De vier speelsters met de hoogste rang waren het reekshoofd van een eigen groep.
- De volgende vier speelsters werden door loting verdeeld over de groepen.
- Ten slotte werden ook de laagste vier speelsters door loting verdeeld over de groepen.

#### Groep A – "Azalea"
Resultaten
| wedstrijd              | wedstrijd | wedstrijd              | score     |
| ---------------------- | --------- | ---------------------- | --------- |
| Kiki Bertens (1)       | –         | Donna Vekić (8)        | 7-65, 6-2 |
| Dajana Jastremska (10) | –         | Donna Vekić (8)        | 7-66, 6-2 |
| Kiki Bertens (1)       | –         | Dajana Jastremska (10) | 6-4, 6-3  |

Klassement
| nr. | speelster              | partijen w-v | sets w-v | games w-v |
| --- | ---------------------- | ------------ | -------- | --------- |
| 1.  | Kiki Bertens (1)       | 2-0          | 4-0      | 25-15     |
| 2.  | Dajana Jastremska (10) | 1-1          | 2-2      | 20-20     |
| 3.  | Donna Vekić (8)        | 0-2          | 0-4      | 16-26     |

#### Groep B – "Camellia"
Resultaten
| wedstrijd             | wedstrijd | wedstrijd        | score         |
| --------------------- | --------- | ---------------- | ------------- |
| Sofia Kenin (2)       | –         | Alison Riske (7) | 6-4, 6-4      |
| Karolína Muchová (11) | –         | Alison Riske (7) | 2-6, 6-2, 7-5 |
| Karolína Muchová (11) | –         | Sofia Kenin (2)  | 6-4, 4-6, 6-3 |

Klassement
| nr. | speelster             | partijen w-v | sets w-v | games w-v |
| --- | --------------------- | ------------ | -------- | --------- |
| 1.  | Karolína Muchová (11) | 2-0          | 4-2      | 31-26     |
| 2.  | Sofia Kenin (2)       | 1-1          | 3-2      | 25-24     |
| 3.  | Alison Riske (7)      | 0-2          | 1-4      | 21-27     |

#### Groep C – "Orchid"
Resultaten
| wedstrijd         | wedstrijd | wedstrijd        | score    |
| ----------------- | --------- | ---------------- | -------- |
| Zheng Saisai (12) | –         | Madison Keys (3) | 6-4, 6-2 |
| Madison Keys (3)  | –         | Petra Martić (5) | 6-3, 6-4 |
| Petra Martić (5)  | –         | Zheng Saisai     | 6-4, 6-3 |

Klassement
| nr. | speelster         | partijen w-v | sets w-v | games w-v |
| --- | ----------------- | ------------ | -------- | --------- |
| 1.  | Zheng Saisai (12) | 1-1          | 2-2      | 19-18     |
| 2.  | Petra Martić (3)  | 1-1          | 2-2      | 19-19     |
| 3.  | Madison Keys (5)  | 1-1          | 2-2      | 18-19     |

#### Groep D – "Rose"
Resultaten
| wedstrijd           | wedstrijd | wedstrijd         | score         |
| ------------------- | --------- | ----------------- | ------------- |
| Aryna Sabalenka (4) | –         | Maria Sakkari (9) | 6-3, 6-4      |
| Elise Mertens (6)   | –         | Maria Sakkari (9) | 6-2, 3-6, 6-1 |
| Aryna Sabalenka (4) | –         | Elise Mertens (6) | 6-4, 3-6, 7-5 |

Klassement
| nr. | speelster           | partijen w-v | sets w-v | games w-v |
| --- | ------------------- | ------------ | -------- | --------- |
| 1.  | Aryna Sabalenka (4) | 2-0          | 4-1      | 28-22     |
| 2.  | Elise Mertens (6)   | 1-1          | 3-3      | 30-25     |
| 3.  | Maria Sakkari (9)   | 0-2          | 1-4      | 16-27     |

## Dubbelspel
|                     |  |                |
| Ljoedmyla Kitsjenok |  | Andreja Klepač |

| Prijzengeld \| Resultaat \| Prijzengeld (per team) \| \| -------------------- \| ---------------------- \| \| winnaressen \| R1 + $ 22.000 \| \| finale \| R1 + $ 11.346 \| \| groepsfase (2 zeges) \| $ 28.080 \| \| groepsfase (1 zege) \| $ 22.580 \| \| groepsfase (0 zeges) \| $ 17.080 \| Noten: - R1 = de opbrengst van de eerste ronde (groepswedstrijden). - Hun foutloos parcours leverde het winnende koppel $ 50.080 op. - WTA-punten waren niet te verdienen. |                        |
| Resultaat | Prijzengeld (per team) |
| winnaressen | R1 + $ 22.000          |
| finale | R1 + $ 11.346          |
| groepsfase (2 zeges) | $ 28.080               |
| groepsfase (1 zege) | $ 22.580               |
| groepsfase (0 zeges) | $ 17.080               |

Van de Oekraïense titelhoudsters Ljoedmyla en Nadija Kitsjenok had de laatste verkozen om niet aan deze editie van het toernooi deel te nemen. Ljoedmyla en de Sloveense Andreja Klepač waren het tweede reekshoofd en wonnen de titel – in de finale versloegen zij het als eerste geplaatste Chinese duo Duan Yingying en Yang Zhaoxuan in twee sets. Het was hun eerste gezamenlijke titel. Kitsjenok had drie eerdere dubbelspeltitels met haar zus Nadija; Klepač had al zeven titels met andere partners.

### Deelnemende teams
- Rang per 21 oktober 2019.

| Nr. | Team                               | Rang         | Groep | Resultaat   | Verloren van                       |
| --- | ---------------------------------- | ------------ | ----- | ----------- | ---------------------------------- |
| 1.  | Duan Yingying Yang Zhaoxuan        | 17+37=54     | Een   | finale      | Ljoedmyla Kitsjenok Andreja Klepač |
| 2.  | Ljoedmyla Kitsjenok Andreja Klepač | 41+30=71     | Twee  | winnaressen | winnaressen                        |
| 3.  | Darija Jurak Alicja Rosolska       | 42+32=74     | Een   | groepsfase  | Wang/Zhu, Duan/Yang                |
| 4.  | Oksana Kalasjnikova Sofia Kenin    | 61+39=100    | Twee  | groepsfase  | Jiang/Tang, Kitsjenok/Klepač       |
| 5.  | Jiang Xinyu Tang Qianhui           | 113+145=258* | Twee  | groepsfase  | Kitsjenok/Klepač                   |
| 6.  | Wang Xinyu Zhu Lin                 | 241+135=376* | Een   | groepsfase  | Duan/Yang                          |

* Jiang/Tang en Wang/Zhu waren via een wildcard voor het toernooi uitgenodigd.

### Finale
| Legenda | Legenda                  |
| ------- | ------------------------ |
| Q       | Qualifier                |
| WC      | Deelname via wildcard    |
| LL      | Lucky Loser              |
| r       | Opgave / trok zich terug |
| w/o     | Walk-over                |
| Alt     | Alternate                |
| SE      | Special Exempt           |
| PR      | Protected Ranking        |
| d       | Diskwalificatie          |

| finale |                                    |   |   |  |
|        |                                    |   |   |  |
| 1      | Duan Yingying Yang Zhaoxuan        | 3 | 3 |  |
| 2      | Ljoedmyla Kitsjenok Andreja Klepač | 6 | 6 |  |

### Groepswedstrijden

#### Groep Een – "Lily"
Resultaten
| wedstrijd                       | wedstrijd | wedstrijd                        | score            |
| ------------------------------- | --------- | -------------------------------- | ---------------- |
| Duan Yingying Yang Zhaoxuan (1) | –         | Wang Xinyu Zhu Lin (6)           | 3-6, 6-3, [10-8] |
| Wang Xinyu Zhu Lin (6)          | –         | Darija Jurak Alicja Rosolska (3) | 2-6, 6-3, [10-6] |
| Duan Yingying Yang Zhaoxuan (1) | –         | Darija Jurak Alicja Rosolska (3) | 6-1, 1-6, [10-7] |

Klassement
| nr. | team                             | partijen w-v | sets w-v | games w-v |
| --- | -------------------------------- | ------------ | -------- | --------- |
| 1.  | Duan Yingying Yang Zhaoxuan (1)  | 2-0          | 4-2      | 18-16     |
| 2.  | Wang Xinyu Zhu Lin (6)           | 1-1          | 3-3      | 18-19     |
| 3.  | Darija Jurak Alicja Rosolska (3) | 0-2          | 2-4      | 16-17     |

#### Groep Twee – "Bougainvillea"
Resultaten
| wedstrijd                              | wedstrijd | wedstrijd                           | score            |
| -------------------------------------- | --------- | ----------------------------------- | ---------------- |
| Jiang Xinyu Tang Qianhui (5)           | –         | Oksana Kalasjnikova Sofia Kenin (4) | 6-2, 4-6, [10-7] |
| Ljoedmyla Kitsjenok Andreja Klepač (2) | –         | Oksana Kalasjnikova Sofia Kenin (4) | 2-6, 6-4, [11-9] |
| Ljoedmyla Kitsjenok Andreja Klepač (2) | –         | Jiang Xinyu Tang Qianhui (5)        | 2-6, 6-4, [10-6] |

Klassement
| nr. | team                                   | partijen w-v | sets w-v | games w-v |
| --- | -------------------------------------- | ------------ | -------- | --------- |
| 1.  | Ljoedmyla Kitsjenok Andreja Klepač (2) | 2-0          | 4-2      | 18-20     |
| 2.  | Jiang Xinyu Tang Qianhui (5)           | 1-1          | 3-3      | 21-17     |
| 3.  | Oksana Kalasjnikova Sofia Kenin (4)    | 0-2          | 2-4      | 18-20     |